# Alpes xistosos de Salisburgo
Os Alpes xistosos de Salisburgo  - Salzburger Schieferalpen em alemão - é um maciço montanhoso que se encontram nas regiões do Tirol e de Lande de Salisburgo na Áustria. O ponto mais alto é o  Hundstein com 2.117 m.

## Localização
Os Alpes xistosos de Salisburgo têm a Norte com os Alpes de Berchtesgaden, a Nordeste os Montes de Dachstein, e a Oeste os Alpes de Kitzbuhel. A Sul e Sudeste  encontram-se montanhas pertencentes a outras secções alpinas; os Alpes Tauern ocidentais e os Alpes Tauern orientais.

## SOIUSA
A Subdivisão Orográfica Internacional Unificada do Sistema Alpino (SOIUSA) dividiu os Alpes em duas grandes Partes: Alpes Ocidentais e Alpes Orientais, separados pela linha formada pelo  Rio Reno - Passo de Spluga - Lago de Como - Lago de Lecco.
Os Alpes setentrionais de Salisburgo são formados pelos Montes de Stein, Alpes xistosos de Salisburgo, e os Alpes de Berchtesgaden.

### Classificação  SOIUSA
Segundo a SOIUSA este acidente geográfico é uma Sub-secção alpina com as seguintes características:
- Parte = Alpes Orientais
- Grande sector alpino = Alpes Orientais-Norte
- Secção alpina = Alpes setentrionais de Salisburgo
- Sub-secção alpina =  Alpes xistosos de Salisburgo
- Código = II/B-24.II